# Eugenia capillipes
Eugenia capillipes là một loài thực vật có hoa trong Họ Đào kim nương. Loài này được Borhidi mô tả khoa học đầu tiên năm 2008.